# توماسو تنتونی
توماسو تنتونی (انگلیسی: Tommaso Tentoni؛ زادهٔ ۱۰ ژوئن ۱۹۹۷) بازیکن فوتبال است.
از باشگاه‌هایی که در آن بازی کرده‌است می‌توان به باشگاه فوتبال آلساندریا اشاره کرد.